# Jean de Lastic

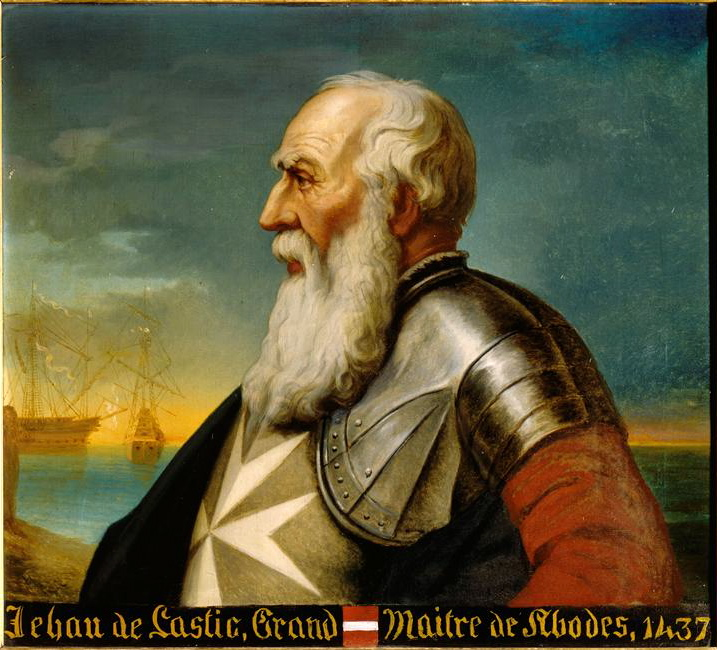
Jean de Lastic

Großmeisterwappen von Jean de Lastic

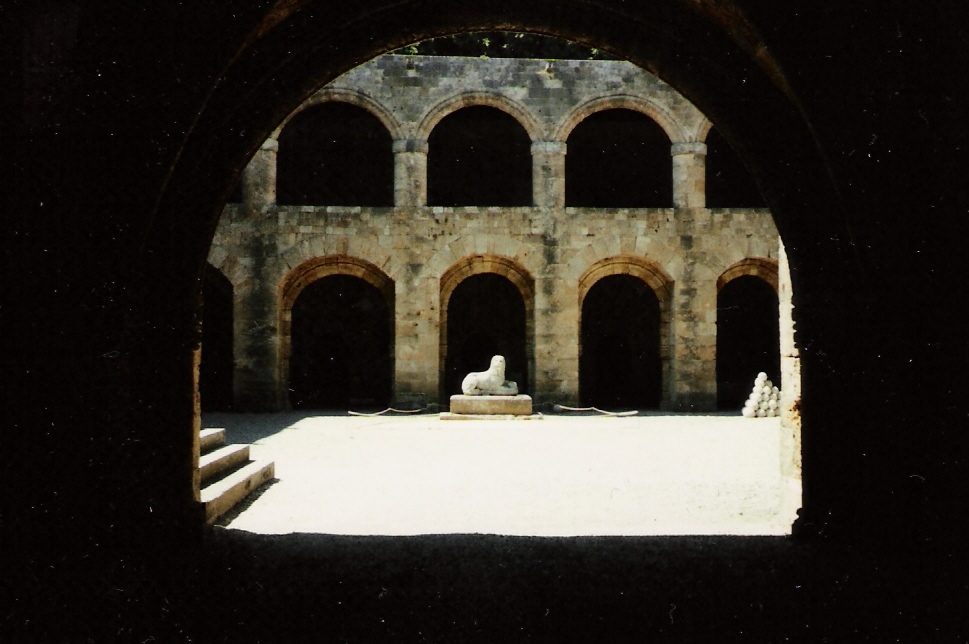
Das unter Jean de Lastic errichtete Hospital (heute Museum) in Rhodos (Stadt)

Jean Bompar de Lastic, auch Ioannes Lasticensis, Iohannes de Lastico, (* 1371 in der Auvergne; † 19. Mai 1454) war vom 6. November 1437 bis zu seinem Tod im Jahre 1454 der 36. Großmeister des Johanniterordens.
Er wurde vor 1390 in den Orden aufgenommen und verbrachte die ersten Ordensjahre auf Rhodos und in Prioraten in der Auvergne, bevor er Großprior der Zunge der Auvergne wurde, mit Sitz in Bourganeuf. Unter ihm erfolgten dort massive Festungsausbauten.
Jean wurde 1437 in Abwesenheit zum Großmeister gewählt und erreichte erst 1438 Rhodos.
In den Jahren von 1440 bis 1444 griffen Flottenverbände des ägyptischen Mamluken-Sultans Dschaqmaq den Machtbereich der Johanniter mehrmals an, belagerten 1444 sogar Rhodos selbst, konnten aber stets abgewehrt werden. Daraufhin veranlasste de Lastic massive Verstärkungen der Festungsanlagen im Hafen von Rhodos und den Bau der Festung St. Nicolas.
Unter Jean de Lastic wurde auch der Neubau eines Hospitals begonnen. Damit einhergehend erfolgte auch eine Erneuerung der Krankenpflegevorschriften. Die Leitung des Spitals oblag dem Infirmiere oder Kommendator des Spitals, dem zwei Prodomi beigegeben wurden, die gemeinsam mit ihm die Verwaltung des Hospitals übernahmen. Sie verfassten eine Hausordnung, die auf Pergament aufgeschrieben für alle sichtbar im Spital ausgehängt wurde. Ordensmitglieder und weltliche Personen waren im Hospital gleichgestellt und alle hatten sich nach den im Konvent geltenden Vorschriften zu richten.